# Thượng viện România
Thượng viện România (tiếng Romania: Senatul României) là thượng viện của Nghị viện România. Thượng viện gồm 136 chỗ ngồi (trước khi cuộc bầu cử lập pháp România, 2016 số được 176), mà các thành viên được bầu theo phổ thông đầu phiếu trực tiếp, sử dụng thành viên hỗn hợp tỷ lệ thuận với đại diện (tại các cuộc bầu cử tiếp theo bằng cách khép kín danh sách đảng-list đại diện tỷ lệ) tại 43 khu vực bầu cử (41 quận, thành phố Bucharest cộng với 1 khu vực bầu cử cho người Romania sống ở nước ngoài), để phục vụ nhiệm kỳ bốn năm.
Nó bao gồm 176 đại biểu (tính đến ngày 9 tháng 12 năm 2012), được bầu theo quyền bầu cử phổ thông trực tiếp, sử dụng đại diện theo tỷ lệ hỗn hợp tại 42 khu vực bầu cử (ở 41 quận và thành phố Bucharest) trong nhiệm kỳ bốn năm.
Cuộc bầu cử cuối cùng tại Thượng viện được tổ chức vào ngày 3 tháng 7 năm 2012, trong đó Đảng Dân chủ Xã hội România giành được nhiều ghế nhất.
Lịch sử nghị viện của România bắt đầu từ tháng 5 năm 1831 với việc áp dụng Quy chế hữu cơ của Wallachia tự trị (dưới sự bảo hộ của Nga). Vào tháng 1 năm 1832, nó cũng có hiệu lực tại Moldova. Điều này đặt nền tảng cho việc thành lập thể chế nghị viện ở hai quốc gia România.